# Premio La Barraca a las Artes Escénicas
El Premio La Barraca a las Artes Escénicas es un premio honorífico creado en el año 2007 por la Universidad Internacional Menéndez Pelayo (UIMP) con el objetivo de destacar la labor de las personalidades destacadas en el campo de las artes escénicas.

## Historia

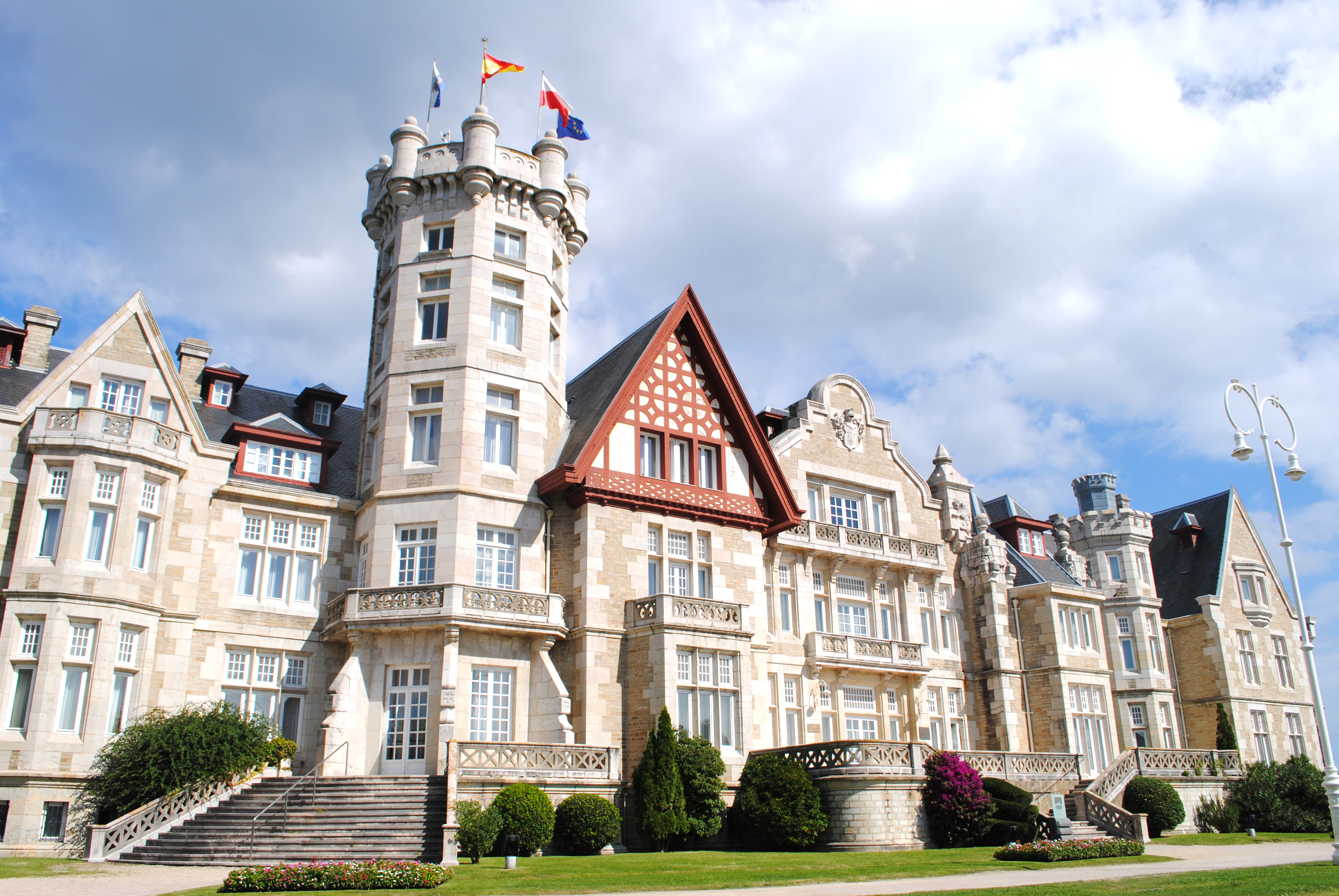
Palacio de la Magdalena, en Santander, Cantabria

Con motivo de la celebración en el año 2007 del 75 aniversario de la fundación de la Universidad Internacional Menéndez Pelayo, se instauró este premio que rinde homenaje a la visita que realizó Federico García Lorca con la compañía de teatro universitario La Barraca a dicha institución en 1933.
Los premios se entregan en un acto celebrado en el hall real del palacio de la Magdalena o en el cercano paraninfo, en Santander (Cantabria), durante los Cursos de Verano de la UIMP.

## Lista de galardonados

### Premiados por nacionalidad

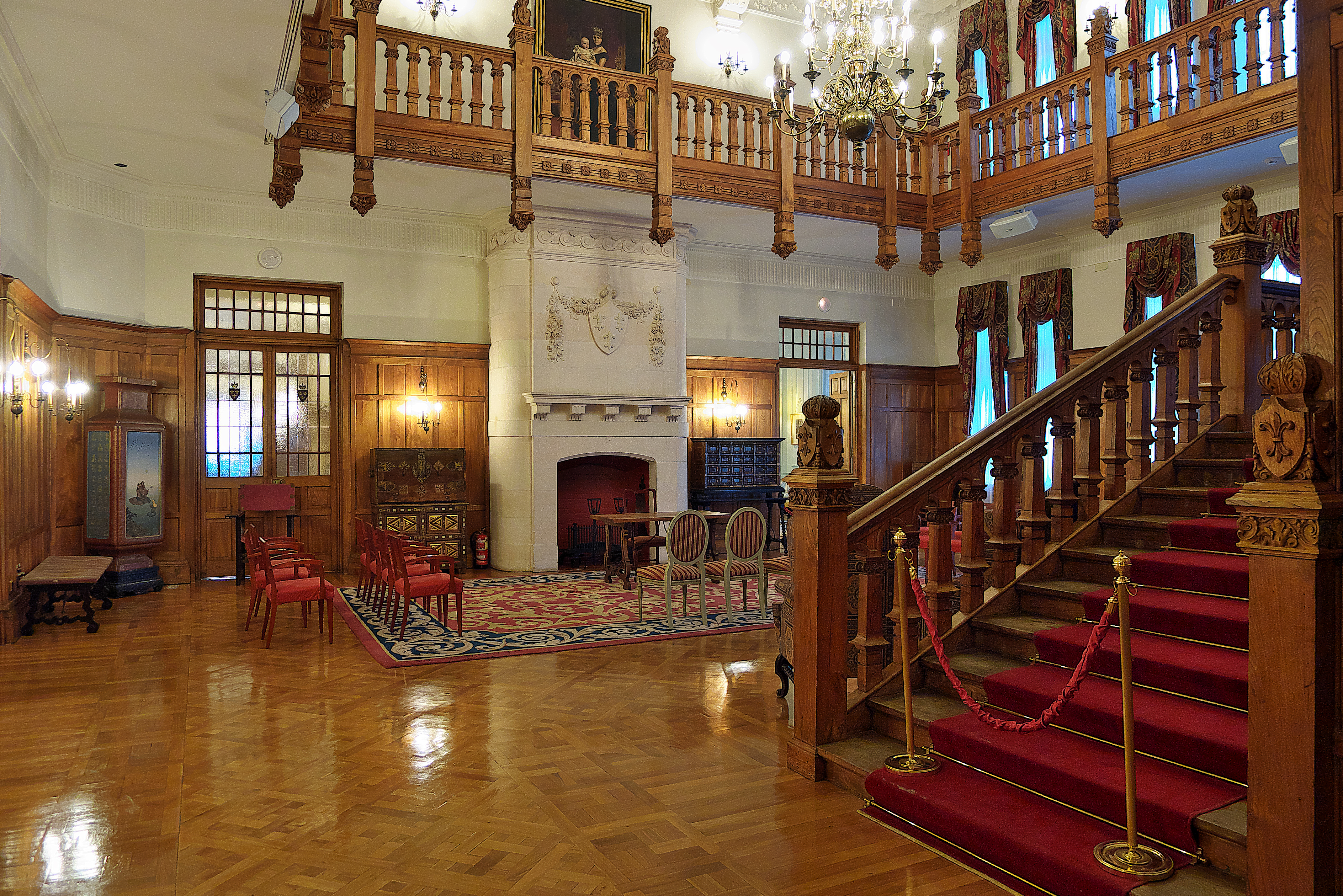
Hall real del palacio de la Magdalena

| Nacionalidad | Premiados/as |
| ------------ | ------------ |
| España       | 17           |
| Italia       | 1            |
| Uruguay      | 1            |